# John A. Charlton
Pour les articles homonymes, voir John Charlton et Charlton.
John Alpheus Charlton (5 juillet 1907-28 janvier 1977) est un homme politique canadien de l'Ontario. Il est député fédéral progressiste-conservateur de la circonscription ontarienne de Brant, Brant—Wentworth et Brant—Haldimand de 1945 à 1962.

## Biographie
Né à Brantford en Ontario, Charlton exerce les professions d'agriculteur et de vétérinaire.
Élu député de Brant à la Chambre des communes du Canada en 1945, il est réélu à la Chambre en 1949 dans la nouvelle circonscription de Brant—Wentworth, et de nouveau en 1953 dans une nouvelle circonscription, Brant—Haldimand où il est réélu en 1957 et 1958, puis défait en 1962.
Durant sa carrière parlementaire, il est assistant parlementaire de Douglas Scott Harkness, ministre de l'Agriculture de 1957 à 1958. Il est aussi secrétaire parlementaire d'Ellen Fairclough, ministre de la Citoyenneté et de l'Immigration de 1959 à 1961 et de Francis Hamilton, ministre de l'Agriculture, en 1962.